# Lobeza venica
Lobeza venica är en fjärilsart som beskrevs av William Schaus 1928. Lobeza venica ingår i släktet Lobeza och familjen tandspinnare. Inga underarter finns listade i Catalogue of Life.